# Land van Cuijk
Land van Cuijk – gmina w prowincji Brabancja Północna w Holandii. W 2022 roku liczyła 90 780 mieszkańców. Powstała 1 stycznia 2022 roku z byłych gmin Boxmeer, Cuijk, Sint Anthonis, Mill en Sint Hubert i Grave. Są to dwie największe miejscowości gminy – populacja w Cuijk wynosi 18 tys.. W Boxmeer mieszkało 13 tys. ludzi.

## Miejscowości w gminie[2]
- Cuijk (18 375 mieszk.)
- Boxmeer (12 565 mieszk.)
- Grave (8580 mieszk.)
- Mill (6210 mieszk.)
- Sint Anthonis (4160 mieszk.)
- Overloon (4090 mieszk.)
- Wanroij (2940 mieszk.)
- Haps (2860 mieszk.)
- Vierlingsbeek (2645 mieszk.)
- Oeffelt (2370 mieszk.)
- Langenboom (2265 mieszk.)
- Beugen (1895 mieszk.)
- Oploo (1895 mieszk.)
- Sambeek (1835 mieszk.)
- Beers (1725 mieszk.)
- Rijkevoort (1670 mieszk.)
- Velp (1535 mieszk.)
- Sint Hubert (1435 mieszk.)
- Vianen (1265 mieszk.)
- Escharen (1185 mieszk.)
- Gassel (1180 mieszk.)
- Wilbertoord (1085 mieszk.)
- Maashees (880 mieszk.)
- Stevensbeek (715 mieszk.)
- Vortum-Mullem (710 mieszk.)
- Landhorst (695 mieszk.)
- Westerbeek (675 mieszk.)
- Ledeacker (620 mieszk.)
- Holthees (550 mieszk.)
- Sint Agatha (510 mieszk.)
- Katwijk (415 mieszk.)
- Groningen (380 mieszk.)
- Linden (270 mieszk.)